# IEatBrainz
O iEatBrainz é um programa para Mac OS X que integra-se com o reprodutor multimídia iTunes buscando no MusicBrainz (banco de dados de conteúdo aberto sobre música) informações de músicas que se encontram sem informações. Ele funcionando identificando cada música através da "impressão digital" ou seja do próprio, se comunicando constantemente com o banco de dados MusicBrainz e  pode ser definido como um etiquetador ou rotulador (em inglês, tagger) e corrigindo informações de músicas em MP3 e AAC com informações dos marcadores (ou tags) perdidas. O programa foi desenvolvido por apenas 2 pessoas na equipe. Os únicos idiomas disponíveis são: inglês e uma localização em francês.

## Requerimentos de sistema
O autor lista o programa como depreciado ("deprecated"), isto porque está sem atualização há algum tempo, e disponibiliza um binário universal para o mesmo. Roda em Mac OS X v10.4 ou 10.5.